# Сара Тісдейл
Са́ра Тревор Ті́сдейл (англ. Sarah Trevor Teasdale), після шлюбу (з 1914) використовувала ім'я Сара Тісдейл Філсінгер (англ. Sara Teasdale Filsinger); 8 серпня 1884, Сент-Луїс — 29 січня 1933, Нью-Йорк) — американська феміністська поетеса та письменниця.

## Життєпис
Сара Тісдейл народилася 8 серпня 1884 року в Сент-Луїсі, штат Міссурі. 
Через поганий стан здоров'я навчалася вдома до 9 років, в 10-річному віці почала навчання в Інституті Мері у 1898 році, через рік перейшла до Хосмер Холл, яку закінчила у 1903 році. 
Сім'я Тісдейл проживала на 3668 Лінделл Б'лвд, а потім на 38 Кінгсбері Плейс. Обидва будинки розробила матір Сари. Будинок на Кінгсбері Плейс має приватні покої для Сари на другому поверсі. Гості заходили через окремий вхід і допускалися за запрошенням. Завдяки такому ізольованому плануванню Сара могла працювати, спати і часто обідати на самоті.
З 1911 по 1914 рік до Тісдейл залицялися кілька людей, в тому числі поет Вачель Ліндсей, був закоханий у неї, але не міг забезпечити її фінансами або стабільністю. 19 грудня 1914 року Тісдейл одружилася з Ернстом Філсінгером, тривалим прихильником її поезії.
У 1916 році переїхала з чоловіком до Нью-Йорку у Верхньому Вест-Сайді на Східному Центральному Парку.
Постійні ділові поїздки Філсінгера викликали в Тісдейл велику самотність. У 1929 році їй довелося їздити між штатами протягом трьох місяців, щоб отримати розлучення. Після розлучення переїхала на два квартали від будинку, відродила дружбу з досі неодруженим Вачелем Ліндсей.
У 1933 році Сара Тісдейл вчинила суїцид через передозування снодійним.  Її поховали на Кладовищі Білліфонтайн в Сент-Луїсі.

## Кар'єра
Перший вірш Тісдейл опублікувала у місцевій газеті «Reedy's Mirror»  в 1907 році. 
Перша збірка віршів «Сонети до Дузі та Інші Вірші» (англ. Sonnets to Duse and Other Poems) була опублікована в тому ж році.
Друга збірка поезії «Олена Троянська та Інші Вірші» (англ. Helen of Troy and Other Poems) була опублікована в 1911 році, добре прийнята критикою, що підкреслювали її ліричну майстерність і романтичну тему.
Третя збірка «Від Річки до Моря» (англ. Rivers to the Sea) була опублікована в 1915 році, стала бестселером і є ним до сьогоді, перевидавалася кілька разів. 
У 1918 році Сара Тісдейл здобула Пулітцерівську премію за збірку віршів «Пісні про Кохання» (1917). Це стало можливим завдяки спеціальному грантові від «Поезії Суспільства»; проте спонсори тепер переказують її як найбільш ранню пулітцерівську премію за поезію (відкрита 1922 року).

### Публікації
- Sonnets to Duse and Other Poems (1907)
- Helen of Troy and Other Poems (1911)
- Rivers to the Sea (1915)
- Love Songs (1917)
- Flame and Shadow (1920), включає вірш Буде ласкавий дощ.
- Dark of the Moon (1926)
- Stars To-night (1930)
- Strange Victory (1933)

#### Переклади
- Тисдейл С. Реки, текущие к морю: Избранные стихотворения (в Росії). — Москва: 2011. — 192 сторінки. ISBN 978-5-91763-062-5 (рос.)

### «Мені Буде Все Одно»
Самогубство Тісдейл обросло поширеною міською легендою. Хоча поема «Мені Буде Все Одно» (що містить теми відмови, гіркоти і споглядання смерті) була уперше опублікована в 1915 році у збірці «Річка в Море», за 18 років до самогубства, поширювались припущення, що твір написаний як передсмертна записка Тісдейл до колишніх коханих.
```
Мені Буде Все одно

Коли помру, квітень засяє на узгір'ї.
В кучерях листя його шелестять дощі,
Схилений наді мною, убитий горем, — Співчуття не чекай.
Спокійно буде мені, як деревцю на схилі.
Ні слова від мене, як ти мовчав не раз,
Зігнуться переді мною дощі в поклоні,
Я буду холоднішою, ніж ти зараз.
[
джерело?
]
```

## Спадщина і вплив
- Вірш «Буде ласкавий дощ» зі збірки 1920 року «Полум'я і Тінь» надихнув Рея Бредбері на знамените однойменне оповідання (опубл. 1950). У 2008 році вірш у контексті оповідання Бредбері включено до Fallout 3: вірш цитується роботом, що пережив ядерний апокаліпсис.[13]
- Тісдейл є улюбленою поетесою Арлінгтон Легран, головного героя роману Жаклін Мітчард The Most Wanted.
- Вірш Тісдейл «Зірки» ставився як хорова п'єса латвійським композитором Ерікс Ісенвальдс для Musica Baltica, адаптація широко відома за використання кришталевих келихів для заспокійливих звуків з «Зірок».[14]
- У 1928 та 1931 вірші Тісдейл «May Night» та «Dusk in June» поклав на музику композитор Marion Rogers Hickman.[15]
- У 1967 Том Рап і група Pearls Before Swine записала музичне виконання «Мені Буде Всеодно» у їхньому першому альбомі One Nation Underground.
- У 1994 році Сара Тісдейл введена до «Алеї слави» у Сент-Луїсі.[16]
- У 2007 композитор Z. Randall Stroope створив хорову роботу SSATBB на основі вірша Тісдейл "I am Not Yours".[17]
- У 2010 році праці Тісдейл було вперше опубліковано в Італії, в перекладі Сільвіо Раффі.
- У 2011 композиторка Сюзен Лабарр (Susan Labarr) створила хорове SATB-аранжування вірша Grace Before Sleep.[18]
- У 2011 композитор Joseph Phibbs включив поезії Тісдейл у цикл пісень From Shore to Shore,[19] пісню Pierrot,[20] у 2013-14 повертався до її текстів для своїх Moon Songs.[21] Також відомий вплив Тісдейл на його оркестрову роботу Rivers to the Sea.[22]
- У 2015 році одинадцять віршів Тісдейл колекції Полум'я і Тінь було покладено на музику гурту Scarecrow.
- У 2016 році хорова SATB-постановка вірша Тісдейл Alchemy, складена Робертом Ентоні Ларос (Robert Anthony LaRose), дебютувала в хорі Коледжу Вільяма і Мері.[23]
- У 2017 році 4 вірші Тісдейл ("I have sown my Love so Wide", "Winter Night", "A Minuet of Mozart's", "Life has Lovliness to Sell") покладені на музику як фортепіанні пісні Барбарою Аренс (Barbara Arens) в її "All Beautiful & Splendid Things" (цитата Тісдейл), опублікованій Editions Musica Ferrum.
- У 2018 році рок-гурт Höffmänn випустив "Lucid Dreaming", пісню про самотність, розчарування та гіркоту, з текстом, базованим на поезіях Тісдейл[24]
- Численні поезії Тісдейл поклав на музику композитор Garth Baxter.[25]